# إبيفاك كورونا
إبيفاك كورونا أو إبيفاكّورونا (بالروسية: ЭпиВакКорона)، هو لقاح مرشح ضد مرض فيروس كورونا، يعمل مركز علم الفيروسات والتكنولوجيا الحيوية الروسي، على تطويره وإنتاجه، وهو مخصص للإعطاء عن طريق الحقن العضلي، ويتطلّب جرعتين تفصل بين الواحدة والأخرى ما لا يقل عن 14 إلى 21 يومًا.
أجريت ما بين يوليو وسبتمبر 2020، المرحلة الأولى والثانية من التجارب السريرية على 100 متطوع، وأعلن أن اللقاح سيخضع للمرحلة الثالثة ما بين نوفمبر وديسمبر 2020 مع عدد متطوعين يصل إلى ثلاثة آلاف شخص، سيتلقى 25% منهم لقاحًا وهميًا. حتى بداية عام 2021 لم يجتز اللقاح المرحلة الثالثة.

## الخصائص الدوائية
أظهرت البيانات التي أعلن عنها مطورو اللقاح أن مستضدات لقاح إبيفاك كورونا هي ثلاثة ببتيدات من بروتين سبايك وبروتين أنزيمي يتكون من جزأين، بالإضافة إلى أن ببتيد البولي هيستيدين الذي يدخل في تركيبة اللقاح لتنقية البروتين الأنزيمي يُعتبر أيضًا مستضدًا للقاح يمكن أن تتشكل ضده أجسام مضادة عند أولئك الذين تلقوا اللقاح. يمكن لأي شخص تلقى لقاح إبيفاك كورونا أن يطور أجسامًا مضادة ليس فقط للبروتينات سابقة الذكر، ولكن أيضًا لمولدات أضداد أخرى توجد في اللقاح، ووفقًا لآنا بوبوفا رئيسة المكتب الفيدرالي الروسي المشرف على اللقاح: فإن تطوير مناعة ضد فيروس كورونا يستغرق 42 يومًا بعد تلقي لقاح إبيفاك كورونا.
تُربط جميع الببتيدات في اللقاح ببروتين حامل، وهو منتج يُعبر عن الجين الأنزيمي. صُنع هذا الجين عن طريق دمج جينين من كائنات مختلفة، جين يشفر بروتين نوكليوكابسيد الفيروسي وجين يشفر بروتين ربط المالتوز البكتيري، وهذا الجين مصنوع سابقًا ومتاح ضمن براءة اختراع. يتضمن التركيب الجيني للجين الأنزيمي أيضًا جزءًا جينيًا قصيرًا يشفر ببتيد البولي هيستدين، والتي تُستخدم لتنقية البروتين من الإشريكية القولونية التي استخلص منها. يقترن البروتين بثلاثة ببتيدات بعد التنقية بطريقة يرتبط فيها نوع واحد فقط من جزيء الببتيد بكل جزيء بروتين.

## تاريخ

### التجارب السريرية

#### الدراسات قبل السريرية
أجري فحص أولي للببتيدات للبحث عن أكثرها مناعة في الحيوانات، وقاس الباحثون مستوى الأجسام المضادة التي حرَّض على إنشائها كل ببتيد بعد إعطائه للأرانب، واستُخدم بروتين الهيموسيانين كبروتين حامل للببتيدات المدروسة أثناء الاختبار، بالإضافة لذلك لم تظهر التجارب حدوث أي حالات تحسس أو سمية دوائية أو طفرات في ستة أنواع من الحيوانات شملتها الدراسة هي الفئران والجرذان والأرانب والقرود الأفريقية الخضراء وقرود الريسوس وخنازير غينيا، أما مستوى المناعة الناتجة عن اللقاح فقد درست في أربعة أنواع من الحيوانات هي الهامستر والقوارض والقرود الخضراء الأفريقية وقرود الريسوس. نشرت النتائج الرئيسية للدراسات قبل السريرية في نشرة الأكاديمية الروسية للعلوم الطبية.

#### الدراسات السريرية
نشر الجدول الزمني لسير الدراسات السريرية المتعلقة باللقاح في وسائل الإعلام الروسية في يناير 2021. يوجد حاليًا تجربتان سريريتان عن لقاح إبيفالك كورونا مسجلتان في قاعدة بيانات التجارب السريرية العالمية.

##### المرحلة الأولى والثانية
سجلت تجربة (دراسة السلامة والتفاعلية والمناعة للقاح إبيفالك كورونا) في قاعدة بيانات التجارب السريرية كلينيكال ترايلز. نُشرت نتائج التجربة التي تضمنت بيانات عن 86 مشاركًا في المجلة الروسية للعدوى والمناعة، ما يشير إلى وجود أدلة أولية على سلامة اللقاح والاستجابة المناعية. يذكر المنشور النتائج الأولية للمرحلتين الأولى والثانية من التجارب السريرية للقاح على المتطوعين، إذ شارك 14 شخصًا تتراوح أعمارهم بين 18 و30 عامًا في المرحلة الأولى و86 متطوعًا تتراوح أعمارهم بين 18 و60 عامًا في المرحلة الثانية. تزعم النتائج أن الأجسام المضادة تكونت في 100% من المتطوعين وأن اللقاح آمن تمامًا.

##### المرحلة الثالثة
بدأت المرحلة الثالثة من التجارب السريرية في نوفمبر 2020، والتي يجب أن تُظهر فيما إذا كان اللقاح قادرًا على حماية الأشخاص من فيروس كورونا أم لا، ومن المتوقع أن يشارك فيها أكثر من ثلاثة آلاف متطوع، وأن تكتمل في سبتمبر 2021. سُجلت تجربة المرحلة الثالثة بعنوان (دراسة التحمل والسلامة والمناعة والفعالية الوقائية للقاح إبيفاك كورونا).

### الترخيص
نال إبيفاك كورونا ترخيصًا طارئًا على شكل إذن حكومي في أكتوبر 2020.
تسمى المرحلة الثالثة من الدراسات السريرية في روسيا دراسات ما بعد التسجيل، لذلك فإن التسجيل الحكومي للقاح يعني الإذن بإجراء المرحلة الثالثة من البحث السريري والتلقيح العام خارج التجارب السريرية. طرح اللقاح للتطعيم العام في روسيا منذ ديسمبر 2020، وبحلول مارس 2021 أصبحت تركمانستان الدولة الأجنبية الوحيدة التي سجلت لقاح إبيفا كورونا ومنحته الترخيص الكامل.
صرحت آنا بوبوفا كبيرة مسؤولي الصحة في روسيا: (قدمنا البيانات المتعلقة بلقاح إبيفاك كورونا في ديسمبر 2020 إلى منظمة الصحة العالمية، ونتوقع قرارًا من منظمة الصحة العالمية بترخيص استخدام اللقاح). لكن خبراء منظمة الصحة العالمية لم يتلقوا أي معلومات أو تعاون من قبل مطوري اللقاح بشكل يسمح لهم بتقييم لقاحهم.

## المجتمع والثقافة

### اقتصاد
قالت نائبة المدير العام لمنظمة الصحة العالمية الدكتورة سمية سواميناثان خلال مؤتمر صحفي عقد في أكتوبر 2020: في جنيف: (لن نتمكن من إصدار موقف رسمي من اللقاح إلا عندما تظهر نتائج المرحلة الثالثة من التجارب السريرية)، من المتوقع الإعلان عن النتائج الأولية لدراسات المرحلة الثالثة في أواخر عام 2021 أو أوائل عام 2022، لذلك فإن الفعالية الوقائية للقاح غير معروفة حاليًا. صرح مدير المختبر المشرف على تطوير اللقاح رينات مكسيوتوف: إن العديد من المنظمات الحكومية وغير الحكومية ترغب في اختبار اللقاح أو المشاركة في إنتاجه. حصلت فنزويلا على 1000 جرعة من لقاح إبيفاك كورونا في 30 مارس 2021 للتجربة. توصلت فنزويلا أيضًا إلى اتفاق لشراء جرعات من اللقاح وتصنيعه محليًا، وقد أعلن نائب الرئيس ديلسي رودريغيز عن هذه المعلومات في 4 يونيو 2021، ومن المتوقع أيضًا أن تحصل تركمانستان على جرعات من اللقاح، إذا وافقت السلطات الصحية هناك على استخدام اللقاح.

### خلافات

#### دراسة مستقلة للمشاركين في التجارب السريرية
بدأ المشاركون في التجربة في بداية المرحلة الثالثة وأولئك الذين تلقوا اللقاح خارج نطاق التجربة في تكوين تجمع خاص لهم على تطبيق تيلغرام، وفي 18 يناير 2021 وجه أفراد التجمع رسالة مفتوحة إلى وزارة الصحة في الاتحاد الروسي ذكروا فيها أن إنتاج الأجسام المضادة بعد التطعيم عندهم أقل بكثير مما أعلنه مطورو اللقاح. زعم المشاركون في الدراسة أنهم لم يعثروا على الأجسام المضادة عند أكثر من 50% ممن وثقوا مشاركتهم في الدراسة، مع الإشارة إلى أن 25% فقط من المشاركين تناولوا دواءً وهميًا. زعم المشاركون في التجربة أيضًا أن نتائج تحري الأضداد بطريقة التحليل المناعي كانت سلبية. ظهرت كذلك العديد من الأسئلة حول جودة وأمان الأجسام المضادة التي يسببها لقاح إبيفاك كورونا.

#### انتقادات للقاح من قبل خبراء مستقلين
انتقد بعض الخبراء المستقلين تصميم اللقاح وتركيبته وطريقة عرض البيانات السريرية في المنشورات الخاصة باللقاح. يعتقد بعض الباحثين أن الببتيدات البروتينية الشوكية الفيروسية التي يحتويها اللقاح هي في الحقيقة مرئية بواسطة جهاز المناعة البشري، بالإضافة لذلك انتُقدت الدراسات بسبب عدم وجود تحكم إيجابي في عينات بلازما النقاهة في التقارير المتعلقة بتحييد عيار الأجسام المضادة عند الأفراد الملقحين.